# Ніколя де Невілль де Віллеруа
Ніколя де Невілль де Віллеруа (Nicolas de Neufville de Villeroy, 14 жовтня 1598 —28 листопада 1685) — французький військовий та державний діяч, маршал та пер Франції.

## Життєпис
Походив із знатної аристократичної родини. Виховував при дворі короля Генріха IV разом з майбутнім королем Людовиком XIII. У 1615 році стає губернатором Ліоне, а у 1616 році головою Ліонського полку. У 1617 році одружився з представницею впливового роду Крекі.
Згодом служив під орудою свого родича головного маршала Франсуа де Бонна Ледіг'єра під час війни за Вальтеліну у 1625–1626 роках, у війні за мантуанський спадок у 1628–1631 роках. Згодом відзначився у війні з Іспанією. У 1646 році кардинал Мазаріні надав Віллеруа звання маршала. Тоді ж як військовий радник призначається до короля Людовика XIV.
У ході Фронди залишився вірним королеві Ганні Австрійській та кардиналові Мазаріні. За це у 1651 році стає герцогом, у 1661 році — кавалером ордена Святого Духа, у 1663 році — пером Франції. У 1661 році король призначає Віллеруа головою Королівської фінансової ради. на цій посаді він перебував до самої смерті у 1685 році.

## Родина
Дружина — Мадлен де Бланшфор де Крекі
Діти:
- Шарль (д/н—1645), маркіз Аленкур
- Франсуа (1644–1730), 2-й герцог Віллеруа
- Франсуаза (д/н—1701)
- Катерина (1639–1707)